# Philippe Coutinho
Philippe Coutinho Correia (* 12. Juni 1992 in Rio de Janeiro) ist ein brasilianischer Fußballspieler. Der offensive Mittelfeldspieler entstammt der Jugend von CR Vasco da Gama und wechselte als 18-Jähriger 2010 zu Inter Mailand. Nach einer Leihe zu Espanyol Barcelona spielte er ab 2013 beim FC Liverpool. Seit Januar 2018 stand er beim FC Barcelona unter Vertrag. In der Saison 2019/20 war er auf Leihbasis beim FC Bayern München aktiv. Von September 2023 bis Juni 2024 spielte er als Leihspieler von Aston Villa für den Al-Duhail SC. Seit Juli 2024 ist er Leihspieler von CR Vasco da Gama.
Auf Vereinsebene gewann er mit Inter Mailand den italienischen Supercup (2010) und den italienischen Pokal (2011), mit dem FC Barcelona wurde er zweimal spanischer Meister (2018, 2019), Pokalsieger 2018 und Supercup-Sieger 2018, mit dem FC Bayern gewann er das Triple (2020) aus deutscher Meisterschaft, Pokal und der Champions League.
Coutinho gewann die Junioren-Südamerikameisterschaft mit der U15 (2007) und der U17 (2009) sowie die U-20-Weltmeisterschaft 2011. 2010 gab er sein Debüt für die Nationalmannschaft und gewann mit dieser zweimal den Superclássico das Américas (2014, 2018) sowie die Copa América (2019).

## Karriere

### Vereine

#### Beginn
In früher Kindheit zeichnete er sich durch sein Talent beim Hallenfußball, dem Futsal, aus. Seine Anfänge machte er beim Clube dos Subtenentes e Sargentos do Exército. 1999 spielte er in der lokalen Auswahl des Viertels Mangueira im Norden Rios. Im selben Jahr wurde er von CR Vasco da Gama zu Test eingeladen und machte auch seine ersten Spiele für den Klub. 2000 schloss sich Coutinho offiziell dem Verein an und gewann mit diesem in den folgenden Jahren diverse Meisterschaften im Jugendbereich. 2003 folgte auf Empfehlung seines Trainers der Wechsel zum Großfeld-Fußball. Zunächst als Stürmer aufgeboten, wurde er 2006 ins offensive Mittelfeld zurückgezogen.
Im September 2008 unterschrieb er seinen ersten Profivertrag bei Vasco und begann regelmäßig mit dem Profiteam zu trainieren. Bereits zuvor unterzeichnete er im Juli 2008 für eine Ablösesumme von 3,8 Millionen Euro einen ab 2010 gültigen Vertrag bei Inter Mailand.
Kurz nach seinem 17. Geburtstag gab er am 19. Juni 2009 sein Debüt in der Série B 2009 und stieg mit Vasco als Meister der Zweiten Liga in die Série A auf.

#### Wechsel nach Europa

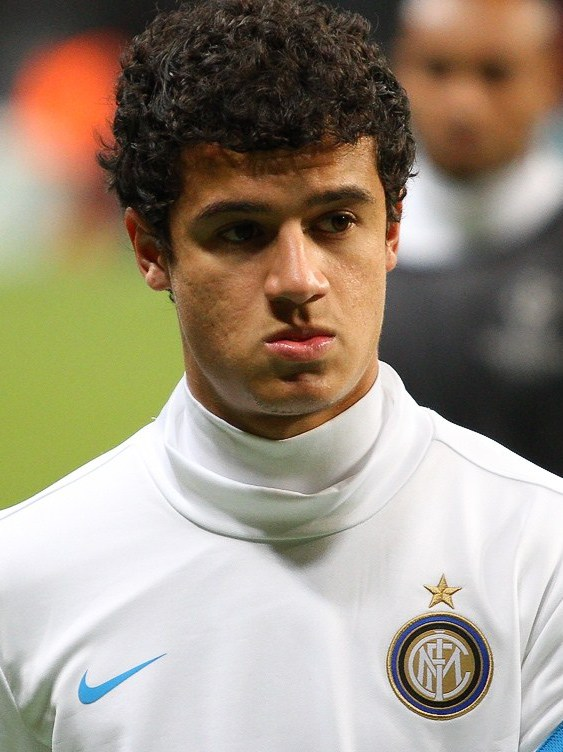
Coutinho bei Inter Mailand (2011)

Nachdem er im ersten Halbjahr 2010 mit Vasco an der Staatsmeisterschaft von Rio teilgenommen sowie Spiele in den nationalen Pokal- und Meisterschaftswettbewerben absolviert hatte, wurde er im Juli offiziell bei Inter Mailand aufgenommen.
Sein erstes Ligaspiel für Inter absolvierte er am 30. August beim 0:0-Unentschieden gegen den FC Bologna, als er in der 61. Minute für Goran Pandev eingewechselt wurde. Sein Debüt in der Champions League gab er am 14. September 2010 im Auswärtsspiel gegen Twente Enschede. Am 8. Mai 2011 erzielte er mit einem direkt verwandelten Freistoß bei einem 3:1-Sieg gegen den AC Florenz sein erstes Tor im Trikot von Inter.
Am 30. Januar 2012 wurde er bis zum Ende der Saison 2011/12 an den spanischen Erstligisten Espanyol Barcelona ausgeliehen, um mehr Spielpraxis zu sammeln. Nach dem Ablauf der Leihfrist kehrte Coutinho zu Inter zurück, wo er eine gute Vorbereitung spielte und zu Beginn der Saison 2012/13 regelmäßig zum Einsatz kam. Ende Oktober 2012 verletzte sich Coutinho aber in einem Europa-League-Spiel gegen Partizan Belgrad, woraufhin er mehrere Wochen ausfiel. Anschließend wurde er hauptsächlich als Einwechselspieler eingesetzt.

#### FC Liverpool

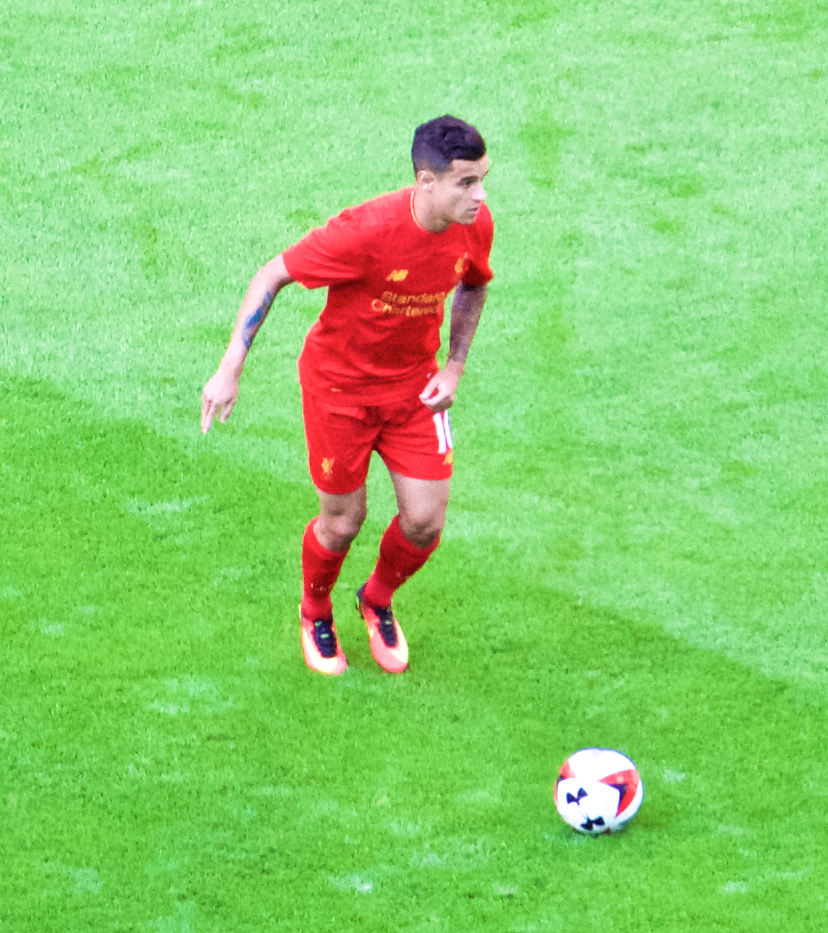
Coutinho beim FC Liverpool (2016)

Am 30. Januar 2013 wechselte der Brasilianer zum FC Liverpool in die englische Premier League, wo er bereits in seinem zweiten Spiel gegen Swansea City sein erstes Tor erzielen konnte. Aufgrund seiner technischen Fähigkeiten erhielt er von Fans und Mitspielern den Spitznamen Little Magician (kleiner Magier). Coutinho wurde nach der Saison 2014/15 in die Mannschaft des Jahres der Premier League gewählt. In der Saison 2016/17 verletzte Coutinho sich am 26. November 2016 im Spiel gegen den AFC Sunderland am rechten Sprunggelenk und fiel für mehrere Wochen aus. Am 25. Januar 2017 gab der Verein eine Vertragsverlängerung bis 2022 bekannt.

#### FC Barcelona

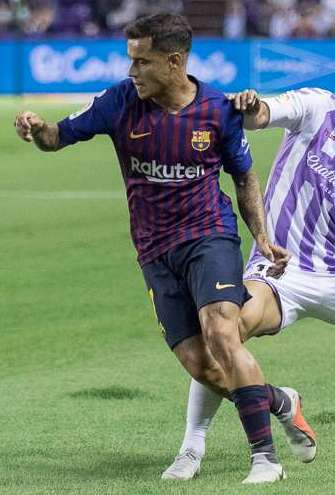
Coutinho beim FC Barcelona gegen Valladolid (2018)

Am 6. Januar 2018 wechselte Coutinho zum FC Barcelona, bei dem er einen bis zum 30. Juni 2023 datierten Vertrag unterschrieb. Seine Ausstiegsklausel liegt bei 400 Mio. Euro. Britische und spanische Medien schätzten seine Ablösesumme auf mindestens 120 Mio. Euro. Durch erfolgsabhängige Zahlungen könnte sie aber auf bis zu 160 Mio. Euro ansteigen, was Coutinho zum bis dahin zweitteuersten Spieler nach seinem Landsmann Neymar machen würde. Coutinho erzielte in Barcelona in der Liga 14 Tore in 52 Spielen bzw. in allen offiziellen Spielen mit dem Verein 21 Tore in 72 Spielen. Er gewann mit dem FC Barcelona zwei Meisterschaften, eine Supercopa de España sowie eine Copa del Rey.

#### Triple-Sieger beim FC Bayern
Mitte August 2019 wechselte Coutinho für 8,5 Millionen Euro bis zum Ende der Saison 2019/20 auf Leihbasis in die Bundesliga zum FC Bayern München. Anschließend hätte der deutsche Rekordmeister die Option gehabt, den Spieler für 120 Millionen Euro fest zu verpflichten, zog diese Option jedoch laut dem Vorstandsvorsitzenden Karl-Heinz Rummenigge nicht. Sein Pflichtspieldebüt gab er am 24. August 2019 (2. Spieltag) beim 3:0-Sieg im Auswärtsspiel gegen den FC Schalke 04 mit der Einwechslung für Thomas Müller in der 57. Minute. Sein erstes Bundesligator erzielte er am 21. September 2019 (5. Spieltag) beim 4:0-Sieg im Heimspiel gegen den 1. FC Köln mit dem Treffer zum 3:0 per Strafstoß in der 62. Minute. Da das Saisonende aufgrund der COVID-19-Pandemie verschoben werden musste, wurde Coutinhos Leihvertrag bis zum 31. August verlängert, damit dieser das Pokalfinale (4. Juli) und die Champions-League-Saison 2019/20 (August) zu Ende spielen konnte. Neben der Meisterschaft gewann er mit dem FC Bayern München in dieser Saison den DFB-Pokal und die Champions League. Beim 8:2-Viertelfinalsieg im Europapokal traf er gegen seinen Stammverein zweimal.

#### Rückkehr zu Barça
Zur Saison 2020/21 kehrte Coutinho zum FC Barcelona zurück.

#### Aston Villa und Leihe nach Katar
Anfang Januar 2022 kehrte Coutinho in die Premier League zurück und wechselte bis zum Ende der Saison 2021/22 auf Leihbasis zu Aston Villa. Dort traf er auf den Cheftrainer Steven Gerrard, mit dem er beim FC Liverpool zusammengespielt hatte.
Zur Saison 2022/23 erwarb der Verein aus Birmingham schließlich für 20 Millionen Euro die Transferrechte an Coutinho; der FC Barcelona sicherte sich eine Weiterverkaufsbeteiligung in Höhe von 50 Prozent. Der Brasilianer unterschrieb einen neuen Vertrag bis zum 30. Juni 2026.
Im September 2023 wurde er nach Katar zum Al-Duhail SC verliehen. Nach Ablauf der Leihfrist kehrte er kurzfristig zu Aston Villa zurück, der ihn für die Saison 2024/25 erneut verlieh; diese wird er für den Erstligisten CR Vasco da Gama bestreiten.

### Nationalmannschaft

#### Juniorenauswahl
Philippe Coutinho gehörte seit 2006 regelmäßig zum Aufgebot brasilianischer Juniorenauswahlteams. 2007 nahm er mit der brasilianischen U-15-Auswahl an der U-15-Südamerikameisterschaft teil und steuerte zum Titelgewinn drei Treffer bei. 2009 folgte der Gewinn der U-17-Südamerikameisterschaft. Im Finale gegen Argentinien erzielte er zunächst den Treffer zur zwischenzeitlichen 2:0-Führung. Nachdem Argentinien noch der Ausgleich gelungen war, trat Coutinho auch im Elfmeterschießen an, wo er aber mit seinem Elfmeterversuch scheiterte. Bei der anschließenden U-17-Weltmeisterschaft 2009 in Nigeria schied er mit der zum Favoritenkreis zählenden brasilianischen Auswahl bereits in der Gruppenphase aus.

#### A-Nationalmannschaft
Am 7. Oktober 2010 gab Coutinho sein Debüt gegen den Iran für die A-Nationalmannschaft und stand über die volle Distanz von 90 Minuten auf dem Platz.
Ebenso nahm er an der U20-Weltmeisterschaft 2011 in Kolumbien teil, die von der brasilianischen U20-Auswahl gewonnen wurde. Coutinho stand dabei bei allen Spielen seiner Mannschaft auf dem Platz, erzielte drei Tore und bereitete ein weiteres vor. Außerdem war er für den Goldenen Ball nominiert, musste sich bei dieser Wahl allerdings seinem Teamkollegen Henrique geschlagen geben.
Sein erstes Tor für die brasilianische A-Nationalmannschaft schoss Coutinho am 7. Juni 2015 in einem Freundschaftsspiel gegen Mexiko. Er spielte drei Spiele für Brasilien bei der Copa América 2015 sowie auch bei der Copa América Centenario 2016. Am 8. Juni 2016 erzielte er beim 7:1-Sieg gegen die Nationalmannschaft Haitis einen Hattrick.
2018 rückte er in den Kader für die Weltmeisterschaft 2018 auf. In den ersten beiden Gruppenspielen erzielte er jeweils ein Tor. Auch im Zuge der Copa América 2019 gehörte Coutinho dem Mannschaftskader an. Mit der Mannschaft gewann er den Titel und gehörte in allen sechs Turnierspielen zur Startformation und erzielte zwei Tore.

## Erfolge

### Nationalmannschaft
- Copa América (1): 2019
- U-20-Weltmeister (1): 2011
- U-17-Südamerikameister (1): 2009
- U-15-Südamerikameister (1): 2007

### Vereine
Vasco da Gama
- Meisterschaft des Campeonato Brasileiro de Futebol – Série B (1): 2009

Inter Mailand
- Italienischer Supercup (1): 2010
- Italienischer Pokal (1): 2011

FC Barcelona
- Spanische Meisterschaft (2): 2018, 2019
- Spanischer Pokal (1): 2018
- Spanischer Supercup (1): 2018

FC Bayern München
- UEFA Champions League (1): 2020
- Deutsche Meisterschaft (1): 2020
- Deutscher Pokal (1): 2020

### Auszeichnungen
- Bester Brasilianischer Fußballspieler Europas (Samba d’Or) (1): 2016